# Nicholas Campbell
Nicholas Campbell (Toronto, Ontario, Canadá; 24 de marzo de 1952) es un actor y director candaiense, conocido por la serie La clave Da Vinci (1998), Cinderella Man (2005) y The Dead Zone (1983).

## Biografía
Campbell creció en Montreal. Cuando se volvió mayor. él tuvo la intención de estudiar derecho, pero después de tomar un curso de teatro de primer año decidió dedicarse a ser actor.
Así hizo entonces sus estudios en Inglaterra estudiando cinco años en el London Drama Studio y en la Royal Academy of Dramatic Art (RADA). Más tarde pasó 40 semanas de gira por el país con la York Theatre Royal Repertory Company.
Luego comenzó su carrera como actor en el cine. Hizo su debut el La profecía (1976). Además hizo otros pequeños papeles como Un puente tan lejano (1976) o La espía que me amó (1977). Con el tiempo tuvo más de 40 créditos protagonizados por películas y televisión. Finalmente consiguió fama con la serie de televisión La clave Da Vinci (1998–2005), en la que recibió 3 Premios Gemini por su actuación en ella.
También intentó más tarde hacerse un nombre como director en Canadá teniendo también cierto éxito al respecto al obtener dos nominaciones a premios correspondientes canadienses.

## Vida privada
Campbell se casó con tres mujeres y luego se divorció de ellas. Además tiene tres hijos y reside actualmente en Vancouver.